# Emilio García Riera
Pour les articles homonymes, voir Riera, García et Emilio García.
Emilio García Riera (né le 17 novembre 1931 à Ibiza, Espagne - décédé le 11 octobre 2002 à Zapopan, Jalisco, Mexique) était un acteur, scénariste et critique de cinéma espagnol, naturalisé mexicain. Il a écrit exhaustivement sur le cinéma mexicain d'entre 1929 et 1976, laissant derrière lui une anthologie en dix-huit volumes Historia documental del cine mexicano.

## Biographie
Emilio García Riera naît à Ibiza, en Espagne. Il quitte l'Espagne pour la France durant la Retirada en 1939. Il voit son premier film à Bordeaux avant d'embarquer avec sa famille pour Ciudad Trujillo en République dominicaine, où son père meurt du paludisme. Il s'installer au Mexique en 1944 ou 1945 avec sa mère, Francisca Riera Roca, une professeuse. Il fit des études d'économie. 
Il s'intéressa au cinéma de son pays d'accueil et obtint la nationalité mexicaine. Ses goûts s'étendaient également au cinéma tchécoslovaque, au néoréalisme de Roberto Rossellini et à la Nouvelle Vague.
À partir de 1957, il commence à écrire des critiques dans diverses publications. Plus tard, il fonda les revues Nuevo Cine, Imágenes et Dicine. Son travail de critique le conduisit à être membre du jury de nombreux festivals, dont le festival de Cannes en 1995. Il apparut également dans plusieurs émissions télévisées.
En 1969, il entreprends de documenter exhaustivement tout le cinéma mexicain depuis 1929. Le résultat fut Historia documental del cine mexicano, qui contient des fiches descriptives de pratiquement tous les films, jusqu'à 1976 pour la nouvelle édition, et qui compte dix-huit volumes.
Emilio García Riera fut professeur dans plusieurs universités, dont la Faculté de Sciences Politiques de l'Université nationale autonome du Mexique. En 1986, il fonda à Guadalajara, avec le réalisateur Jaime Humberto Hermosillo, la Muestra de Cine Mexicano.
Avec Alicia Bergua, il a trois enfants : les autrices Alicia García Bergua (née en 1954) et Ana García Bergua (née en 1960) et le romancier Jordi García Bergua (1956-1979) qui se suicide en 1979. Il décéde en 2001 d'une fibrose pulmonaire.

## Filmographie

### Comme scénariste
- 1961 : En el balcón vacío de Jomí García Ascot
- 1965 : En este pueblo no hay ladrones d'Alberto Isaac
- 1972 : Los días del amor d'Alberto Isaac
- 1977 : El viaje de Jomí García Ascot

### Comme acteur
- 1965 : En este pueblo no hay ladrones d'Alberto Isaac
- 1965 : Tiempo de morir d'Arturo Ripstein
- 1967 : El mundo loco de los jóvenes de José María Fernández Unsáin
- 1968 : Las visitaciones del diablo d'Alberto Isaac
- 1971 : Las reglas del juego de Mauricio Walerstein
- 1973 : La derrota de Carlos González Morantes
- 1973 : Reed, México insurgente de Paul Leduc
- 1977 : Fade Out de Walter de la Gala
- 1979 : María de mi corazón de Jaime Humberto Hermosillo
- 1986 : Redondo  de Raúl Busteros